# Campionato Italiano Velocità
Il Campionato Italiano Velocità (CIV) è il massimo campionato motociclistico nazionale italiano che si disputa su percorsi con superficie asfaltata.

## Storia

### XX secolo

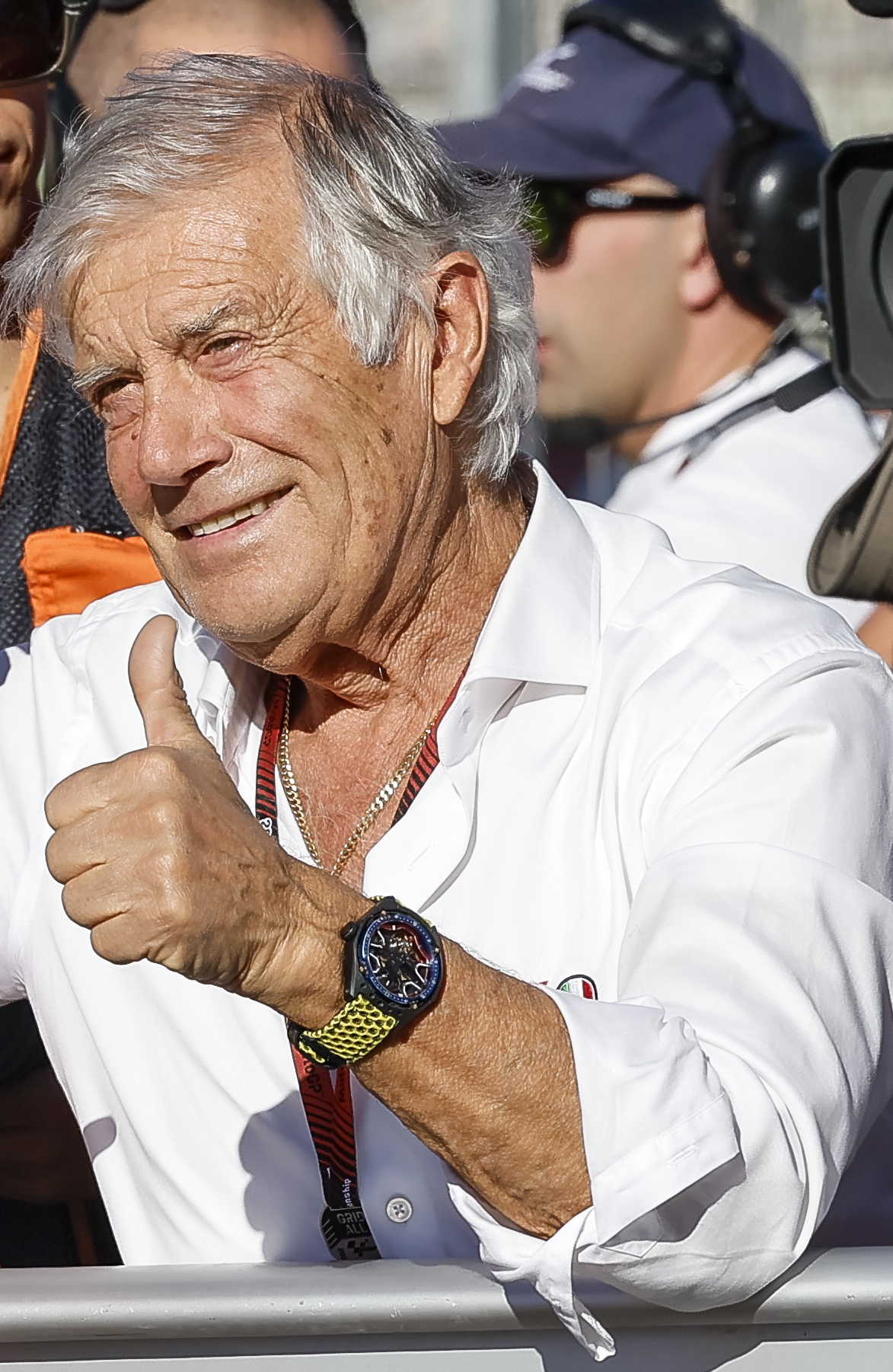
Il 15 volte campione del mondo Giacomo Agostini è anche primatista nel CIV con sedici titoli conquistati.

Il primo Campionato Motociclistico Italiano su strada si svolse nel 1911, organizzato dal neonato Moto Club d'Italia, in prova unica. Due le classi ammesse: 1/3 di litro e 1/2 litro, che si sfidarono nella gara denominata "Milano-Aprica-Milano", sul percorso Sesto San Giovanni, Lecco, Colico, Sondrio, Passo dell'Aprica, Edolo, Lovere, Bergamo, Crescenzago, di 314,600 km. La classifica finale segnò la vittoria di Carlo Pusterla su Triumph 500, alla media di 43,510 km/h. A completare il podio il secondo posto di Giuseppe Galbai su NSU 500, alla media di 41,135 km/h, e il terzo posto di Mario Acerboni su Frera 250, che si aggiudicò anche la vittoria nella classe 1/3 di litro. La formula della gara unica fu mantenuta fino al 1920, con alcuni cambiamenti per quanto riguarda le classi ammesse e il luogo di svolgimento della gara (Cremona nel 1913 e nel 1919, il "Circuito delle Valli del Ticino" nel 1920).
Occorre altresì registrare il Campionato Italiano in Pista, svoltosi a Milano sul circuito del Trotter il 26 ottobre 1919 e valevole per la classe fino a 1000 cm³. Fu vinto da Giovanni Borgotti su Fongri 5 ½ HP.
Il 1921 vide la disputa del primo Campionato Italiano a prove multiple, in 12 prove equamente suddivise tra gare in circuito, cronoscalate e gare di gran fondo, con queste ultime che assegnavano un punteggio maggiorato. Nell'ultima prova di quella stagione, la Milano-Napoli di 877 km, si registra il debutto nelle competizioni della neonata Moto Guzzi che scese in gara con due moto "500 Normale", condotte da Mario Cavedini e Aldo Finzi.
La formula a prove multiple fu mantenuta anche negli anni seguenti, con l'eccezione del 1922, quando non venne disputato nessun campionato. Vennero introdotte diverse categorie: alle tradizionali 350 e 500 si affiancano le categorie Biciclette a motore (divenuta in seguito 125), 175, 250, 750 e 1000 (queste ultime due abolite tra il 1923 e il 1924).
Passata la Seconda guerra mondiale (che aveva costretto a interrompere la stagione 1940) il Campionato di I Categoria riprese a partire dal 1946 con le classi 250 e 500, cui si aggiunsero 125 (dal 1948), 175 (tra il 1954 e il 1956) e 350 (nel solo 1957). In seguito al ritiro dalle competizioni di Gilera, Mondial e Moto Guzzi, il campionato italiano (divenuto nel frattanto Campionato Italiano Seniores) visse un momento di crisi, da cui si riprese con l'inizio degli anni sessanta. Alla fine di quel decennio venne reintrodotta la 350 (1967) e istituita la 50 (1969).
La morte di Angelo Bergamonti il 4 aprile 1971, durante la gara della Temporada Romagnola di Riccione, segnò un importante cambiamento nell'organizzazione delle gare: vennero infatti eliminati i circuiti cittadini, preferendo i circuiti permanenti.
Il 1980 vide una nuova formula dell'Italiano, con due manche per ogni gara, formula rivelatasi di scarso successo. Nella stessa stagione le 350 vennero "declassate" a Trofeo FIM, in vista dell'abolizione della categoria. Nel 1982 i titoli non poterono essere assegnati, a causa della mancata disputa del numero minimo di prove previsto. Ciò portò, nel 1983, al cambio dell'organizzatore (la Flammini Racing futura organizzatrice del mondiale Superbike), con cui venne introdotta una classe riservata alle moto a 4 tempi, la TT1 (poi F1), sulla scia del successo del relativo campionato mondiale istituito nel 1977.
Nel 1985 il campionato veniva ribattezzato Campionato Italiano Grand Prix, mentre nel 1987 la F1 veniva affiancata, per poi essere sostituita dalla Superbike. Come ulteriore novità, dal 1988 il campionato ritornava ad essere in gara unica (con l'eccezione della SBK), per restarlo fino al 1992.
Dal 1993 gli Assoluti Italiani di Velocità cambiarono organizzatore, per poi diventare dal 2001 Campionato Italiano Velocità.

### XXI secolo

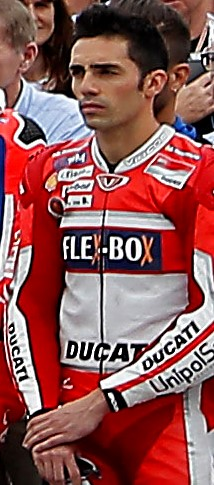
Michele Pirro, pilota più titolato dei primi anni 2000 con dieci campionati vinti.

Nel 2001 il campionato italiano si disputa in cinque diverse categorieː Superbike, Supersport, Stock 1000, Classe 125 e Classe 250 con quest'ultima che esce di scena nel 2002. Nel 2005 il calendario si allarga portando a sei le prove previste per ogni classe del campionato. Nel 2006, con il titolo di Luca Scassa nella Stock 1000, torna a vincere un campionato italiano MV Agusta, dopo trent'anni. Nel 2007 Michele Pirro vince il primo di nove titoli risultando il pilota più vincente dei primi anni duemila. Nel 2009 si ritorna a cinque categorie con l'introduzione della Stock 600.
Nel 2010 il campionato si allarga ancora arrivando a sette prove stagionali per ogni classe. Nei campionati 2011 e 2012 è presente anche la classe Moto2. Seguendo il cambiamento introdotto nel Motomondiale, anche nel campionato italiano la Classe 125 viene sostituita dalla Moto3. Dalla stagione 2013 il calendario cambia nuovamente con l'introduzione della doppia prova (gara1 e gara2) in tutti gli eventi. Nel 2017, in concomitanza con l'inizio del Campionato mondiale Supersport 300, anche questa categoria entra a far parte del campionato italiano.
Nel 2020 viene introdotta, per la Superbike, a livello opzionale per i Team, la centralina unica prodotta dalla MoTec. Tale componente diviene obbligatorio nel 2021 anno in cui, nell'ottica di dare maggiore visibilità al campionato, viene organizzata una gara in notturna durante la seconda prova a Misano. Nel 2023 entrambi i titoli della Moto3 vanno a 2WheelsPoliTo, un prototipo realizzato dal Politecnico di Torino nel contesto di un progetto universitario e con l'utilizzo di tecnologie innovative. Dal 2024 Dunlop è fornitore unico per gli pneumatici in tutte le classi; l'azienda britannica diviene inoltre Title Sponsor dell'evento. Dopo otto edizioni consecutive, nel 2025 esce di scena la categoria Supersport 300 per fare spazio alla Sportbike; categoria pensata per essere più selettiva e formativa.

## Albo d'oro
Dove non indicata la nazionalità si intende pilota italiano.

### 1911-1920
| Anno | Classe          | Pilota               | Moto            |
| ---- | --------------- | -------------------- | --------------- |
| 1911 | 1/3 di litro    | Mario Acerboni       | Frera           |
| 1911 | 1/2 litro       | Carlo Pusterla       | Triumph         |
| 1912 | 1/4 di litro    | Melchiorre Cremaschi | Terrot          |
| 1912 | 1/3 di litro    | Ernesto Gnesa        | Bücher & Zeda   |
| 1912 | 1/2 litro       | Ernesto Vailati      | Rudge           |
| 1912 | Oltre 1/2 litro | Pietro Ghirlanda     | NSU             |
| 1913 | 1/4 di litro    | Mario Pesce          | Terrot          |
| 1913 | 1/3 di litro    | Miro Maffeis         | Douglas         |
| 1913 | 1/2 litro       | Ernesto Vailati      | Moto Rêve       |
| 1919 | 350 cc          | Enrico Pozzi         | Motosacoche     |
| 1919 | 500 cc          | Mario Dovo           | Della Ferrera   |
| 1919 | 1000 cc         | Giovanni Borgotti    | Fongri          |
| 1920 | 350 cc          | Pietro Calvi         | Motosacoche     |
| 1920 | 500 cc          | Biagio Nazzaro       | Della Ferrera   |
| 1920 | 750 cc          | Virginio Appiani     | James           |
| 1920 | 1200 cc         | Edoardo Winkler      | Harley-Davidson |

### 1921-1930
| Anno | Classe                     | Pilota             | Moto                        |
| ---- | -------------------------- | ------------------ | --------------------------- |
| 1921 | 350 cc                     | Oreste Garanzini   | Veros                       |
| 1921 | 500 cc                     | Ernesto Vailati    | Sunbeam                     |
| 1921 | 750 cc                     | Augusto Rava       | Indian                      |
| 1921 | 1000 cc                    | Biagio Nazzaro     | Indian/Harley-Davidson      |
| 1923 | Bicicletti a motore        | Luigi Parravicini  | Garlaschelli                |
| 1923 | 250 cc                     | Oreste Garanzini   | Garanzini-JAP               |
| 1923 | 350 cc                     | Achille Varzi      | Garelli                     |
| 1923 | 500 cc                     | Pierino Opessi     | Triumph                     |
| 1923 | 750 cc                     | Augusto Rava       | Indian                      |
| 1923 | 1000 cc                    | Amedeo Ruggeri     | Indian                      |
| 1924 | Bicicletti a motore        | Mario Cavedagni    | G.D.                        |
| 1924 | 250 cc                     | Giovanni Gianoglio | Maffeis                     |
| 1924 | 350 cc                     | Olindo Raggi       | AJS                         |
| 1924 | 500 cc                     | Tazio Nuvolari     | Norton                      |
| 1924 | 1000 cc                    | Umberto Faraglia   | Harley-Davidson             |
| 1925 | Bicicletti a motore        | Carlo Baschieri    | G.D.                        |
| 1925 | 250 cc                     | Miro Maffeis       | Maffeis                     |
| 1925 | 350 cc                     | Pietro Ghersi      | AJS/Sunbeam                 |
| 1925 | 500 cc                     | Mario Saetti       | Norton                      |
| 1926 | Bicicletti a motore        | Amedeo Tigli       | MM                          |
| 1926 | 175 cc                     | Umberto Faraglia   | Harlette-Puch               |
| 1926 | 250 cc                     | Alfredo Panella    | Galloni                     |
| 1926 | 350 cc                     | Tazio Nuvolari     | Bianchi                     |
| 1926 | 500 cc                     | Achille Varzi      | Sunbeam                     |
| 1927 | 175 cc                     | Tonino Benelli     | Benelli                     |
| 1927 | 250 cc                     | Arrigo Cimatti     | Moto Guzzi                  |
| 1927 | 350 cc                     | Luigi Macchi       | Frera                       |
| 1927 | 500 cc                     | Luigi Quattrocchi  | Saroléa/Matchless           |
| 1928 | Bicicletti a motore 125 cc | Enrico Mariani     | MM                          |
| 1928 | 175 cc                     | Tonino Benelli     | Benelli                     |
| 1928 | 250 cc                     | Ugo Raccagni       | Moto Guzzi                  |
| 1928 | 350 cc                     | Amilcare Moretti   | Bianchi                     |
| 1928 | 500 cc                     | Mario Colombo      | Sunbeam                     |
| 1929 | 175 cc                     | Alfredo Panella    | Signorelli/Ladetto & Blatto |
| 1929 | 250 cc                     | Ugo Prini          | Moto Guzzi                  |
| 1929 | 350 cc                     | Amilcare Moretti   | Bianchi                     |
| 1929 | 500 cc                     | Mario Colombo      | Sunbeam                     |
| 1930 | 175 cc                     | Tonino Benelli     | Benelli                     |
| 1930 | 250 cc                     | Alfredo Panella    | Moto Guzzi                  |
| 1930 | 350 cc                     | Mario Ghersi       | Velocette                   |
| 1930 | 500 cc                     | Terzo Bandini      | Rudge                       |

### 1931-1940
| Anno | Classe                                                                    | Pilota                                                                    | Moto                                                                      |
| ---- | ------------------------------------------------------------------------- | ------------------------------------------------------------------------- | ------------------------------------------------------------------------- |
| 1931 | 175 cc                                                                    | Tonino Benelli                                                            | Benelli                                                                   |
| 1931 | 250 cc                                                                    | Alfredo Panella                                                           | Moto Guzzi                                                                |
| 1931 | 350 cc                                                                    | Guido Cerato                                                              | Norton/Rudge                                                              |
| 1931 | 500 cc                                                                    | Terzo Bandini                                                             | Rudge                                                                     |
| 1932 | 175 cc                                                                    | Carlo Baschieri                                                           | Benelli                                                                   |
| 1932 | 250 cc                                                                    | Riccardo Brusi                                                            | Moto Guzzi                                                                |
| 1932 | 350 cc                                                                    | Guido Cerato                                                              | Rudge                                                                     |
| 1932 | 500 cc                                                                    | Terzo Bandini                                                             | Moto Guzzi/Rudge/Miller Balsamo                                           |
| 1933 | 175 cc                                                                    | Dorino Serafini                                                           | MM                                                                        |
| 1933 | 250 cc                                                                    | Alfredo Panella                                                           | Moto Guzzi                                                                |
| 1933 | 350 cc                                                                    | Federigo Susini                                                           | Norton                                                                    |
| 1933 | 500 cc                                                                    | Giordano Aldrighetti                                                      | Rudge                                                                     |
| 1934 | 175 cc                                                                    | Amilcare Rossetti                                                         | Benelli                                                                   |
| 1934 | 250 cc                                                                    | Nello Pagani                                                              | Miller Balsamo                                                            |
| 1934 | 350 cc                                                                    | Aldo Pigorini                                                             | Rudge                                                                     |
| 1934 | 500 cc                                                                    | Omobono Tenni                                                             | Moto Guzzi                                                                |
| 1935 | 250 cc                                                                    | Aldo Pigorini                                                             | Moto Guzzi                                                                |
| 1935 | 350 cc                                                                    | Biagio Nocchi                                                             | Rudge/Norton                                                              |
| 1935 | 500 cc                                                                    | Omobono Tenni                                                             | Moto Guzzi                                                                |
| 1936 | 250 cc                                                                    | Celeste Cavaciuti                                                         | Benelli                                                                   |
| 1936 | 350 cc                                                                    | Albino Milani                                                             | Norton                                                                    |
| 1936 | 500 cc                                                                    | Dorino Serafini                                                           | Bianchi                                                                   |
| 1937 | 250 cc                                                                    | Nello Pagani                                                              | Moto Guzzi                                                                |
| 1937 | 350 cc                                                                    | Amilcare Rossetti                                                         | Norton                                                                    |
| 1937 | 500 cc                                                                    | Guglielmo Sandri                                                          | Moto Guzzi                                                                |
| 1938 | 250 cc                                                                    | Nello Pagani                                                              | Moto Guzzi                                                                |
| 1938 | 350 cc                                                                    | Michele Mangione                                                          | MM                                                                        |
| 1938 | 500 cc                                                                    | Giordano Aldrighetti                                                      | Gilera                                                                    |
| 1939 | 250 cc                                                                    | Amilcare Rossetti                                                         | Benelli                                                                   |
| 1939 | 350 cc                                                                    | Aldo Bernardoni                                                           | Norton                                                                    |
| 1939 | 500 cc                                                                    | Francesco Lama                                                            | Gilera                                                                    |
| 1940 | Campionato interrotto dopo due gare a causa della Seconda guerra mondiale | Campionato interrotto dopo due gare a causa della Seconda guerra mondiale | Campionato interrotto dopo due gare a causa della Seconda guerra mondiale |

### 1946-1950
| Anno | Classe        | Pilota            | Moto        |
| ---- | ------------- | ----------------- | ----------- |
| 1946 | 250 cc        | Nino Martelli     | Moto Guzzi  |
| 1946 | 500 cc        | Nello Pagani      | Gilera      |
| 1947 | 250 cc        | Dario Ambrosini   | Moto Guzzi  |
| 1947 | 500 cc        | Omobono Tenni     | Moto Guzzi  |
| 1948 | 125 cc        | Raffaele Alberti  | Moto Morini |
| 1948 | 250 cc        | Enrico Lorenzetti | Moto Guzzi  |
| 1948 | 500 cc        | Bruno Bertacchini | Moto Guzzi  |
| 1949 | 125 cc        | Umberto Masetti   | Moto Morini |
| 1949 | 250 cc        | Bruno Ruffo       | Moto Guzzi  |
| 1949 | 500 cc        | Enrico Lorenzetti | Moto Guzzi  |
| 1950 | 125 cm³ Sport | Franco Bertoni    | MV Agusta   |
| 1950 | 250 cm³ Sport | Gianni Leoni      | Moto Guzzi  |
| 1950 | 500 cm³ Sport | Umberto Masetti   | Gilera      |
| 1950 | 125 cm³ Corsa | Carlo Ubbiali     | Mondial     |
| 1950 | 250 cm³ Corsa | Dario Ambrosini   | Benelli     |
| 1950 | 500 cm³ Corsa | Umberto Masetti   | Gilera      |

### 1951-1960
| Anno | Classe | Pilota            | Moto        |
| ---- | ------ | ----------------- | ----------- |
| 1951 | 125 cc | Carlo Ubbiali     | Mondial     |
| 1951 | 250 cc | Bruno Ruffo       | Moto Guzzi  |
| 1951 | 500 cc | Nello Pagani      | Gilera      |
| 1952 | 125 cc | Carlo Ubbiali     | Mondial     |
| 1952 | 250 cc | Enrico Lorenzetti | Moto Guzzi  |
| 1952 | 500 cc | Alfredo Milani    | Gilera      |
| 1953 | 125 cc | Emilio Mendogni   | Moto Morini |
| 1953 | 250 cc | Enrico Lorenzetti | Moto Guzzi  |
| 1953 | 500 cc | Umberto Masetti   | Gilera      |
| 1954 | 125 cc | Angelo Copeta     | MV Agusta   |
| 1954 | 175 cc | Emilio Mendogni   | Moto Morini |
| 1954 | 250 cc | Duilio Agostini   | Moto Guzzi  |
| 1954 | 500 cc | Umberto Masetti   | Gilera      |
| 1955 | 125 cc | Tarquinio Provini | Mondial     |
| 1955 | 175 cc | Umberto Masetti   | MV Agusta   |
| 1955 | 250 cc | Enrico Lorenzetti | Moto Guzzi  |
| 1955 | 500 cc | Libero Liberati   | Gilera      |
| 1956 | 125 cc | Carlo Ubbiali     | MV Agusta   |
| 1956 | 175 cc | Tarquinio Provini | Mondial     |
| 1956 | 250 cc | Carlo Ubbiali     | MV Agusta   |
| 1956 | 500 cc | Libero Liberati   | Gilera      |
| 1957 | 125 cc | Tarquinio Provini | Mondial     |
| 1957 | 250 cc | Tarquinio Provini | Mondial     |
| 1957 | 350 cc | Alano Montanari   | Moto Guzzi  |
| 1957 | 500 cc | Giuseppe Colnago  | Moto Guzzi  |
| 1958 | 125 cc | Bruno Spaggiari   | Ducati      |
| 1958 | 250 cc | Tarquinio Provini | MV Agusta   |
| 1958 | 500 cc | Carlo Bandirola   | MV Agusta   |
| 1959 | 125 cc | Carlo Ubbiali     | MV Agusta   |
| 1959 | 250 cc | Tarquinio Provini | MV Agusta   |
| 1959 | 500 cc | Remo Venturi      | MV Agusta   |
| 1960 | 125 cc | Carlo Ubbiali     | MV Agusta   |
| 1960 | 250 cc | Carlo Ubbiali     | MV Agusta   |
| 1960 | 500 cc | Remo Venturi      | MV Agusta   |

### 1961-1970
| Anno | Classe | Pilota             | Moto        |
| ---- | ------ | ------------------ | ----------- |
| 1961 | 125 cc | Francesco Villa    | Mondial     |
| 1961 | 250 cc | Tarquinio Provini  | Moto Morini |
| 1961 | 500 cc | Ernesto Brambilla  | Bianchi     |
| 1962 | 125 cc | Francesco Villa    | Mondial     |
| 1962 | 250 cc | Tarquinio Provini  | Moto Morini |
| 1962 | 500 cc | Remo Venturi       | MV Agusta   |
| 1963 | 125 cc | Francesco Villa    | Mondial     |
| 1963 | 250 cc | Tarquinio Provini  | Moto Morini |
| 1963 | 500 cc | Silvio Grassetti   | MV Agusta   |
| 1964 | 125 cc | Bruno Spaggiari    | MV Agusta   |
| 1964 | 250 cc | Giacomo Agostini   | Moto Morini |
| 1964 | 500 cc | Remo Venturi       | Bianchi     |
| 1965 | 125 cc | Francesco Villa    | Mondial     |
| 1965 | 250 cc | Tarquinio Provini  | Benelli     |
| 1965 | 500 cc | Giacomo Agostini   | MV Agusta   |
| 1966 | 60 cc  | Paolo Sottili      | Mondial     |
| 1966 | 125 cc | Walter Villa       | Mondial     |
| 1966 | 250 cc | Tarquinio Provini  | Benelli     |
| 1966 | 500 cc | Giacomo Agostini   | MV Agusta   |
| 1967 | 60 cc  | Paolo Sottili      | Minarelli   |
| 1967 | 125 cc | Walter Villa       | Mondial     |
| 1967 | 250 cc | Angelo Bergamonti  | Moto Morini |
| 1967 | 350 cc | Silvio Grassetti   | Benelli     |
| 1967 | 500 cc | Angelo Bergamonti  | Paton       |
| 1968 | 60 cc  | Otello Buscherini  | Malanca     |
| 1968 | 125 cc | Walter Villa       | Montesa     |
| 1968 | 250 cc | Renzo Pasolini     | Benelli     |
| 1968 | 350 cc | Renzo Pasolini     | Benelli     |
| 1968 | 500 cc | Giacomo Agostini   | MV Agusta   |
| 1969 | 50 cc  | Gilberto Parlotti  | Tomos       |
| 1969 | 60 cc  | Erasmo Di Giacinto | Guazzoni    |
| 1969 | 125 cc | Silvano Bertarelli | Aermacchi   |
| 1969 | 250 cc | Renzo Pasolini     | Benelli     |
| 1969 | 350 cc | Renzo Pasolini     | Benelli     |
| 1969 | 500 cc | Giacomo Agostini   | MV Agusta   |
| 1970 | 50 cc  | Gilberto Parlotti  | Tomos       |
| 1970 | 125 cc | Angelo Bergamonti  | Aermacchi   |
| 1970 | 175 cc | Paolo Isnardi      | Motobi      |
| 1970 | 250 cc | Silvio Grassetti   | Yamaha      |
| 1970 | 350 cc | Giacomo Agostini   | MV Agusta   |
| 1970 | 500 cc | Giacomo Agostini   | MV Agusta   |

### 1971-1980
| Anno | Classe            | Pilota              | Moto                    |
| ---- | ----------------- | ------------------- | ----------------------- |
| 1971 | 50 cc             | Alberto Ieva        | Morbidelli              |
| 1971 | 125 cc            | Gilberto Parlotti   | Morbidelli              |
| 1971 | 250 cc            | Guido Mandracci     | Yamaha                  |
| 1971 | 350 cc            | Giacomo Agostini    | MV Agusta               |
| 1971 | 500 cc            | Giacomo Agostini    | MV Agusta               |
| 1972 | 50 cc             | Alberto Ieva        | Malanca                 |
| 1972 | 125 cc            | Adriano Cocchi      | Yamaha                  |
| 1972 | 250 cc            | Renzo Pasolini      | Aermacchi               |
| 1972 | 350 cc            | Giacomo Agostini    | MV Agusta               |
| 1972 | 500 cc            | Giacomo Agostini    | MV Agusta               |
| 1973 | 50 cc             | Otello Buscherini   | Malanca                 |
| 1973 | 125 cc            | Eugenio Lazzarini   | Piovaticci              |
| 1973 | 250 cc            | Walter Villa        | Yamaha                  |
| 1973 | 350 cc            | Renzo Pasolini      | Harley-Davidson         |
| 1973 | 500 cc            | Giacomo Agostini    | MV Agusta               |
| 1974 | 50 cc             | Claudio Lusuardi    | Villa                   |
| 1974 | 125 cc            | Otello Buscherini   | Malanca                 |
| 1974 | 250 cc            | Armando Toracca     | Yamaha                  |
| 1974 | 350 cc            | Mario Lega          | Yamaha                  |
| 1974 | 500 cc            | Giacomo Agostini    | Yamaha                  |
| 1975 | 50 cc             | Claudio Lusuardi    | Derbi                   |
| 1975 | 125 cc            | Pier Paolo Bianchi  | Morbidelli              |
| 1975 | 250 cc            | Walter Villa        | Harley-Davidson         |
| 1975 | 350 cc            | Giovanni Proni      | Yamaha                  |
| 1975 | 500 cc            | Giacomo Agostini    | Yamaha                  |
| 1976 | 50 cc             | Eugenio Lazzarini   | UFO-Morbidelli/Kreidler |
| 1976 | 125 cc            | Pier Paolo Bianchi  | Morbidelli              |
| 1976 | 250 cc            | Walter Villa        | Harley-Davidson         |
| 1976 | 350 cc            | Walter Villa        | Harley-Davidson         |
| 1976 | 500 cc            | Giacomo Agostini    | MV Agusta/Suzuki        |
| 1977 | 50 cc             | Guido Mancini       | Kreidler/Iprem          |
| 1977 | 125 cc            | Eugenio Lazzarini   | Morbidelli              |
| 1977 | 250 cc            | Franco Uncini       | Harley-Davidson         |
| 1977 | 350 cc            | Mario Lega          | Yamaha                  |
| 1977 | 500 cc            | Giacomo Agostini    | Yamaha                  |
| 1978 | 50 cc             | Eugenio Lazzarini   | Kreidler                |
| 1978 | 125 cc            | Maurizio Massimiani | Morbidelli              |
| 1978 | 250 cc            | Paolo Pileri        | Morbidelli              |
| 1978 | 350 cc            | Pierluigi Conforti  | Yamaha                  |
| 1978 | 500 cc            | Virginio Ferrari    | Suzuki                  |
| 1978 | 750 cc            | Virginio Ferrari    | Yamaha                  |
| 1979 | 50 cc             | Claudio Lusuardi    | Bultaco                 |
| 1979 | 125 cc            | Gianpaolo Marchetti | MBA                     |
| 1979 | 250 cc            | Walter Villa        | Yamaha                  |
| 1979 | 350 cc            | Massimo Matteoni    | Yamaha                  |
| 1979 | 500 cc            | Carlo Perugini      | Suzuki                  |
| 1979 | 750 cc            | Leandro Becheroni   | Yamaha                  |
| 1980 | 50 cc             | Claudio Lusuardi    | Bultaco                 |
| 1980 | 125 cc            | Pier Paolo Bianchi  | MBA                     |
| 1980 | 250 cc            | Gianpaolo Marchetti | MBA                     |
| 1980 | Trofeo FMI 350 cc | Silvano Ricchetti   | Yamaha                  |
| 1980 | 500 cc            | Marco Lucchinelli   | Suzuki                  |

### 1981-1990
| Anno | Classe                                                    | Pilota                                                    | Moto                                                      |
| ---- | --------------------------------------------------------- | --------------------------------------------------------- | --------------------------------------------------------- |
| 1981 | 50 cc                                                     | Paolo Priori                                              | Paolucci/UFO                                              |
| 1981 | 125 cc                                                    | Loris Reggiani                                            | Minarelli                                                 |
| 1981 | 250 cc                                                    | Paolo Ferretti                                            | Yamaha/Ad Maiora                                          |
| 1981 | 350 cc                                                    | Attilio Riondato                                          | Bimota YB3                                                |
| 1981 | 500 cc                                                    | Marco Lucchinelli                                         | Suzuki                                                    |
| 1982 | Nessun titolo assegnato (troppo poche le prove disputate) | Nessun titolo assegnato (troppo poche le prove disputate) | Nessun titolo assegnato (troppo poche le prove disputate) |
| 1983 | 50 cc                                                     | Claudio Lusuardi                                          | Villa                                                     |
| 1983 | 125 cc                                                    | Maurizio Vitali                                           | MBA                                                       |
| 1983 | 250 cc                                                    | Massimo Matteoni                                          | Yamaha                                                    |
| 1983 | 500 cc                                                    | Leandro Becheroni                                         | Suzuki                                                    |
| 1983 | TT1                                                       | Filippo Suzzi                                             | Kawasaki                                                  |
| 1984 | 80 cc                                                     | Salvatore Milano                                          | Kreidler                                                  |
| 1984 | 125 cc                                                    | Ezio Gianola                                              | MBA                                                       |
| 1984 | 250 cc                                                    | Maurizio Vitali                                           | MBA                                                       |
| 1984 | 500 cc                                                    | Lorenzo Ghiselli                                          | Suzuki                                                    |
| 1985 | 80 cc                                                     | Bruno Casanova                                            | Lusuardi                                                  |
| 1985 | 125 cc                                                    | Ezio Gianola                                              | Garelli                                                   |
| 1985 | 250 cc                                                    | Fausto Ricci                                              | Honda                                                     |
| 1985 | 500 cc                                                    | Franco Uncini                                             | Suzuki                                                    |
| 1985 | F1                                                        | Virginio Ferrari                                          | Ducati 750 F1                                             |
| 1986 | 80 cc                                                     | Salvatore Milano                                          | Krauser                                                   |
| 1986 | 125 cc                                                    | Luca Cadalora                                             | Garelli                                                   |
| 1986 | 250 cc                                                    | Fausto Ricci                                              | Honda                                                     |
| 1986 | 500 cc                                                    | Fabio Biliotti                                            | Honda                                                     |
| 1986 | F1                                                        | Mauro Ricci                                               | Suzuki-Geminiani                                          |
| 1987 | 80 cc                                                     | Salvatore Milano                                          | Krauser                                                   |
| 1987 | 125 cc                                                    | Ezio Gianola                                              | Honda                                                     |
| 1987 | 250 cc                                                    | Maurizio Vitali                                           | Garelli                                                   |
| 1987 | 500 cc                                                    | Alessandro Valesi                                         | Honda                                                     |
| 1987 | F1                                                        | Davide Tardozzi                                           | Bimota YB4                                                |
| 1987 | Trofeo FMI Superbike Sport                                | Fabrizio Pirovano                                         | Yamaha                                                    |
| 1987 | Trofeo FMI Superbike Production                           | Mauro Ricci                                               | Honda                                                     |
| 1988 | 80 cc                                                     | Giuseppe Ascareggi                                        | BBFT                                                      |
| 1988 | 125 cc                                                    | Emilio Cuppini                                            | Garelli                                                   |
| 1988 | 250 cc                                                    | Luca Cadalora                                             | Yamaha                                                    |
| 1988 | 500 cc                                                    | Pierfrancesco Chili                                       | Honda                                                     |
| 1988 | Superbike                                                 | Davide Tardozzi                                           | Bimota YB4                                                |
| 1989 | 80 cc                                                     | Roberto Sassone                                           | Unimoto                                                   |
| 1989 | 125 cc                                                    | Ezio Gianola                                              | Honda                                                     |
| 1989 | 250 cc                                                    | Luca Cadalora                                             | Yamaha                                                    |
| 1989 | 500 cc                                                    | Pierfrancesco Chili                                       | Honda                                                     |
| 1989 | Superbike                                                 | Baldassarre Monti                                         | Ducati 851                                                |
| 1990 | 125 cc                                                    | Fausto Gresini                                            | Honda                                                     |
| 1990 | 250 cc                                                    | Luca Cadalora                                             | Yamaha                                                    |
| 1990 | Open                                                      | Pierfrancesco Chili                                       | Cagiva                                                    |
| 1990 | Superbike                                                 | Fabrizio Pirovano                                         | Yamaha                                                    |

### 1991-2000
| Anno | Classe          | Pilota               | Moto             |
| ---- | --------------- | -------------------- | ---------------- |
| 1991 | 125 cc          | Maurizio Vitali      | Gazzaniga        |
| 1991 | 250 cc          | Pierfrancesco Chili  | Aprilia RS250V   |
| 1991 | Open            | Marco Papa           | Cagiva           |
| 1991 | Superbike       | Fred Merkel          | Honda            |
| 1992 | 125 cc          | Ezio Gianola         | Honda            |
| 1992 | 250 cc          | Marcellino Lucchi    | Aprilia RS250V   |
| 1992 | Open            | Marco Papa           | Cagiva           |
| 1992 | Superbike       | Fabrizio Pirovano    | Yamaha           |
| 1992 | Supersport      | Gianluca Galasso     | Bimota YB8       |
| 1993 | 125 cc          | Stefano Perugini     | Aprilia          |
| 1993 | 250 cc          | Marcellino Lucchi    | Aprilia          |
| 1993 | Open            | Marco Dall'Aglio     | Yamaha-Geminiani |
| 1993 | Superbike       | Fabrizio Pirovano    | Yamaha           |
| 1993 | Supersport      | Gian Maria Liverani  | Honda            |
| 1993 | Supermono       | Mauro Lucchiari      | Ducati Supermono |
| 1994 | 125 cc          | Ivan Cremonini       | Aprilia          |
| 1994 | 250 cc          | Marcellino Lucchi    | Aprilia          |
| 1994 | Open            | Mario Innamorati     | Ducati 916       |
| 1994 | Superbike       | Fabrizio Pirovano    | Ducati 888       |
| 1994 | Supersport      | Gian Maria Liverani  | Honda            |
| 1994 | Supermono       | Luca Pasini          | Cagiva           |
| 1995 | 125 cc          | Valentino Rossi      | Aprilia          |
| 1995 | 250 cc          | Marcellino Lucchi    | Aprilia          |
| 1995 | Superbike       | Paolo Casoli         | Yamaha           |
| 1995 | Supersport      | Camillo Mariottini   | Ducati 748       |
| 1995 | Supermono       | Vittoriano Guareschi | Yamaha           |
| 1996 | 125 cc          | Igor Antonelli       | Honda            |
| 1996 | 250 cc          | Marcellino Lucchi    | Aprilia          |
| 1996 | Superbike       | Paolo Casoli         | Ducati 916       |
| 1996 | Supersport      | Mauro Lucchiari      | Ducati 748       |
| 1997 | 125 cc          | Marco Melandri       | Honda            |
| 1997 | 250 cc          | Marcellino Lucchi    | Aprilia          |
| 1997 | Open            | Franco Brugnara      | Ducati 916       |
| 1997 | Superbike       | Serafino Foti        | Ducati 916       |
| 1997 | Supersport      | Paolo Casoli         | Ducati           |
| 1998 | 125 cc          | Manuel Poggiali      | Honda            |
| 1998 | 250 cc          | Diego Giugovaz       | Aprilia          |
| 1998 | Superbike       | Paolo Blora          | Ducati 916       |
| 1998 | Supersport      | Angelo Conti         | Suzuki           |
| 1999 | 125 cc          | Fabrizio De Marco    | Aprilia          |
| 1999 | 250 cc          | Ivan Clementi        | Aprilia RSV 250  |
| 1999 | Superbike       | Paolo Casoli         | Ducati 996       |
| 1999 | Supersport      | Norino Brignola      | Bimota YB9       |
| 2000 | 125 cc          | Gaspare Caffiero     | Aprilia RS125R   |
| 2000 | 250 cc          | Riccardo Chiarello   | Aprilia RSV 250  |
| 2000 | Superbike       | Giovanni Bussei      | Kawasaki ZX 7RR  |
| 2000 | Supersport      | Antonio Carlacci     | Yamaha YZF R6    |
| 2000 | Superstock 1000 | Fabio Capriotti      | Yamaha YZF-R1    |

### 2001-2010
| Anno | Classe          | Pilota               | Moto                    | Squadra                   |
| ---- | --------------- | -------------------- | ----------------------- | ------------------------- |
| 2001 | 125 cc          | Gioele Pellino       | Honda RS125R            | Team Italia               |
| 2001 | 250 cc          | Valter Bartolini     | Honda RS250R            | [ 15 ]                    |
| 2001 | Superbike       | Lucio Pedercini      | Ducati 996 RS           | Team Pedercini            |
| 2001 | Supersport      | Stefano Cruciani     | Yamaha YZF R6           | Lorenzini by Leoni        |
| 2001 | Superstock 1000 | Roberto Antonello    | Suzuki GSX-R 1000       | [ 15 ]                    |
| 2002 | 125 cc          | Fabrizio Lai         | Engines Engineering 125 | Engineseng                |
| 2002 | 250 cc          | Valter Bartolini     | Honda RS250R            | Barry Racing Team         |
| 2002 | Superbike       | Lucio Pedercini      | Ducati 998 RS           | Team Pedercini            |
| 2002 | Supersport      | Camillo Mariottini   | Yamaha YZF R6           | Team Parimotor            |
| 2002 | Superstock 1000 | Alessandro Valia     | Ducati 998 S            | RS Racing                 |
| 2003 | 125 cc          | Fabrizio Lai         | Malaguti 125            | Engineseng                |
| 2003 | Superbike       | Mauro Sanchini       | Kawasaki ZX7RR          | Kawasaki Bertocchi        |
| 2003 | Supersport      | Gianluca Nannelli    | Yamaha YZF R6           | Team Lorenzini            |
| 2003 | Superstock 1000 | Lorenzo Lanzi        | Ducati 999 S            | Rox Ducati Pisa           |
| 2004 | 125 cc          | Alessio Aldrovandi   | Honda RS 125 R          | Honda                     |
| 2004 | Superbike       | Alessandro Gramigni  | Yamaha YZF-R1           | Yamaha Racing             |
| 2004 | Supersport      | Cristiano Migliorati | Kawasaki ZX6 RR         | Lightspeed Kawasaki       |
| 2004 | Superstock 1000 | Luca Conforti        | Yamaha YZF R1           | Yamaha Trasimeno          |
| 2005 | 125 cc          | Simone Grotzkyj      | Aprilia RS 125 R        | Abruzzo Junior Team       |
| 2005 | Superbike       | Norino Brignola      | Ducati 999RS            | Guandalini D&M            |
| 2005 | Supersport      | Simone Sanna         | Honda CBR 600RR         | Improve Racing            |
| 2005 | Superstock 1000 | Alessandro Polita    | Suzuki GSX 1000R        | Celani Team               |
| 2006 | 125 cc          | Luca Verdini         | Aprilia RS 125 R        | RCGM Team                 |
| 2006 | Superbike       | Marco Borciani       | Ducati 999F05           | Sterilgarda - Berik       |
| 2006 | Supersport      | Massimo Roccoli      | Yamaha YZF R6           | Yamaha Team Italia        |
| 2006 | Superstock 1000 | Luca Scassa          | MV Agusta F4 1000 R     | EVR Corse Ormeni Racing   |
| 2007 | 125 cc          | Roberto Lacalendola  | Aprilia RS 125 R        | Ellegi Racing             |
| 2007 | Superbike       | Marco Borciani       | Ducati 999F06           | Team Sterilgarda          |
| 2007 | Supersport      | Massimo Roccoli      | Yamaha YZF R6           | Yamaha Team Italia        |
| 2007 | Superstock 1000 | Michele Pirro        | Yamaha YZF-R1           | Yamaha Team Italia        |
| 2008 | 125 cc          | Lorenzo Savadori     | Aprilia RS 125 R        | RCGM Team                 |
| 2008 | Superbike       | Luca Scassa          | MV Agusta F4 312 R      | Unionbike Gimotorsports   |
| 2008 | Supersport      | Massimo Roccoli      | Yamaha YZF R6           | Yamaha Lorenzini By Leoni |
| 2008 | Superstock 1000 | Michele Pirro        | Yamaha YZF-R1           | Yamaha Lorenzini By Leoni |
| 2009 | 125 cc          | Riccardo Moretti     | Aprilia RS 125 R        | Ellegi Racing             |
| 2009 | Superbike       | Norino Brignola      | Ducati 1098R            | Guandalini Racing         |
| 2009 | Supersport 600  | Michele Pirro        | Yamaha YZF R6           | Yamaha Lorenzini By Leoni |
| 2009 | Superstock 600  | Andrea Boscoscuro    | Yamaha YZF R6           | Riviera FCC               |
| 2009 | Superstock 1000 | Stefano Cruciani     | Ducati 1098R            | Stop & Go Dunlop          |
| 2010 | Superbike       | Alessandro Polita    | Ducati 1098R            | Barni Racing              |
| 2010 | Supersport      | Roberto Tamburini    | Yamaha YZF R6           | Bike Service Racing       |
| 2010 | Superstock 1000 | Ivan Goi             | Aprilia RSV4            | TRD Racing Cavazzin       |
| 2010 | Superstock 600  | Fabio Massei         | Yamaha YZF R6           | Team Piellemoto           |
| 2010 | 125 cc          | Francesco Mauriello  | Aprilia RS 125 R        | Matteoni Racing           |

### 2011-2020
| Anno | Classe          | Pilota                | Moto                      | Squadra                    |
| ---- | --------------- | --------------------- | ------------------------- | -------------------------- |
| 2011 | Superbike       | Matteo Baiocco        | Ducati 1098R              | Barni Racing               |
| 2011 | Supersport      | Ilario Dionisi        | Honda CBR600RR            | Scuderia Improve           |
| 2011 | Moto2           | Alessandro Andreozzi  | FTR                       | Andreozzi R.C.             |
| 2011 | Superstock 1000 | Danilo Petrucci       | Ducati 1098R              | Barni Racing               |
| 2011 | Superstock 600  | Berardino Lombardi    | Yamaha YZF R6             | Martini Corse              |
| 2011 | 125 cc          | Niccolò Antonelli     | Aprilia RS 125 R          | Gabrielli Racing           |
| 2012 | Superbike       | Matteo Baiocco        | Ducati 1098R              | Team Barni                 |
| 2012 | Supersport      | Ilario Dionisi        | Honda CBR600RR            | Scuderia Improve           |
| 2012 | Moto2           | Ferruccio Lamborghini | Ten Kate                  | Quarantaquattro Racing     |
| 2012 | Superstock 1000 | Ivan Goi              | Ducati 1199 Panigale      | Team Barni                 |
| 2012 | Superstock 600  | Riccardo Russo        | Yamaha YZF R6             | Team Italia FMI            |
| 2012 | 125 cc          | Lorenzo Dalla Porta   | Aprilia RS 125 R          | O.R. by 2B Corse-Zack M.   |
| 2012 | Moto3           | Kevin Calia           | Honda NSF250R             | Elle 2 Ciatti              |
| 2013 | Superbike       | Eddi La Marra         | Ducati 1199 Panigale R    | Barni Racing               |
| 2013 | Supersport      | Stefano Cruciani      | Kawasaki ZX-6R            | Puccetti Racing Kawasaki   |
| 2013 | Superstock 600  | Andrea Tucci          | Honda CBR600RR            | Tucci Racing Team          |
| 2013 | Moto3           | Andrea Locatelli      | Mahindra MGP3O            | Mahindra Racing            |
| 2014 | Superbike       | Ivan Goi              | Ducati 1199 Panigale R    | Barni Racing               |
| 2014 | Supersport      | Federico Caricasulo   | Honda CBR600RR            | Evan Bros SMA Racing       |
| 2014 | Moto3           | Manuel Pagliani       | Honda NSF250R             | MT Racing Honda            |
| 2015 | Superbike       | Michele Pirro         | Ducati Panigale R         | Barni Racing               |
| 2015 | Supersport      | Massimo Roccoli       | MV Agusta F3 675          | Laguna Moto Racing         |
| 2015 | Moto3           | Marco Bezzecchi       | Mahindra Peugeot          | Minimoto Portomaggiore     |
| 2016 | Superbike       | Matteo Baiocco        | Ducati Panigale R         | Motocorsa Racing           |
| 2016 | Supersport      | Massimo Roccoli       | MV Agusta F3 675          | Laguna Moto Racing         |
| 2016 | Moto3           | Manuel Pagliani       | GEO Honda                 | MTR                        |
| 2017 | Superbike       | Michele Pirro         | Ducati Panigale R         | Barni Racing               |
| 2017 | Supersport      | Davide Stirpe         | MV Agusta F3 675          | Extreme Racing Service     |
| 2017 | Supersport 300  | Luca Bernardi         | Yamaha YZF-R3             | Team MotorZenit            |
| 2017 | Moto3           | Nicholas Spinelli     | KTM RC 250 GP             | Pro Racing                 |
| 2018 | Superbike       | Michele Pirro         | Ducati Panigale R         | Barni Racing               |
| 2018 | Supersport      | Massimo Roccoli       | Yamaha YZF R6             | Gas Racing                 |
| 2018 | Supersport 300  | Manuel Bastianelli    | Kawasaki Ninja 400        | Prodina Ircos              |
| 2018 | Moto3           | Kevin Zannoni         | TM                        | TM Racing Factory 3570 MTA |
| 2019 | Superbike       | Michele Pirro         | Ducati Panigale R         | Barni Racing               |
| 2019 | Supersport      | Lorenzo Gabellini     | Yamaha YZF R6             | Gomma Racing               |
| 2019 | Supersport 300  | Thomas Brianti        | Kawasaki Ninja 400        | Prodina Ircos Kawasaki     |
| 2019 | Moto3           | Nicholas Spinelli     | Honda NSF250R             | Oscar Performance          |
| 2020 | Superbike       | Lorenzo Savadori      | Aprilia RSV4 1100 Factory | Nuova M2 Racing            |
| 2020 | Supersport      | Luca Bernardi         | Yamaha YZF R6             | Gomma Racing               |
| 2020 | Supersport 300  | Manuel Bastianelli    | Kawasaki Ninja 400        | CM Racing                  |
| 2020 | Moto3           | Kevin Zannoni         | Honda NSF250R             | Junior Team Total Gresini  |

### 2021-2024
| Anno | Classe            | Pilota             | Moto                | Squadra                    |
| ---- | ----------------- | ------------------ | ------------------- | -------------------------- |
| 2021 | Superbike         | Michele Pirro      | Ducati Panigale R   | Barni Racing               |
| 2021 | Supersport        | Davide Stirpe      | MV Agusta F3 675    | Extreme Racing Service     |
| 2021 | Supersport 300    | Matteo Vannucci    | Yamaha YZF-R3       | Junior Team AG Yamaha Pata |
| 2021 | Moto3             | Elia Bartolini     | KTM RC 250 GP       | Bardhal VR46 Rider Academy |
| 2022 | Superbike         | Michele Pirro      | Ducati Panigale V4R | Barni Racing               |
| 2022 | Supersport SSNG   | Nicholas Spinelli  | Ducati Panigale V2  | Barni Racing               |
| 2022 | Supersport 600CIV | Marco Bussolotti   | Yamaha YZF-R6       | Axon Seven Team            |
| 2022 | Supersport 300    | Leonardo Carnevali | Kawasaki Ninja 400  | Team Pedercini             |
| 2022 | Moto3             | Cesare Tiezzi      | BeOn                | A.C. Racing Team           |
| 2023 | Superbike         | Lorenzo Zanetti    | Ducati Panigale V4R | Broncos Racing Team        |
| 2023 | Supersport        | Simone Corsi       | Yamaha YZF-R6       | Altogo Racing Team         |
| 2023 | Supersport 300    | Bruno Ieraci       | Kawasaki Ninja 400  | Prodina Racing             |
| 2023 | Moto3             | Vicente Pérez      | 2WheelsPoliTo       | GP Project                 |
| 2024 | Superbike         | Michele Pirro      | Ducati Panigale V4R | Barni Racing               |
| 2024 | Supersport        | Davide Stirpe      | Ducati Panigale V2  | Garage 51 Barni by dto     |
| 2024 | Supersport 300    | Alfonso Coppola    | Kawasaki Ninja 400  | Team Pedercini             |
| 2024 | Moto3             | Marcos Ruda        | 2WheelsPoliTo       | GP Project                 |

## I piloti più titolati
Fonte: (DE) Björn Reichert, CIV Campionato Italiano Velocita, su motorrad-autogrammkarten.de. URL consultato il 26 dicembre 2014 (archiviato dall'url originale il 21 dicembre 2018).
| 16 | Giacomo Agostini  |                   |                  |                   |
| 11 | Tarquinio Provini |                   |                  |                   |
| 10 | Michele Pirro     |                   |                  |                   |
| 8  | Carlo Ubbiali     | Walter Villa      |                  |                   |
| 6  | Marcellino Lucchi | Umberto Masetti   | Renzo Pasolini   | Massimo Roccoli   |
| 5  | Ezio Gianola      | Enrico Lorenzetti | Claudio Lusuardi | Fabrizio Pirovano |

## Vincitori stranieri
| Anno | Categoria           | Categoria              | Categoria              | Categoria               | Categoria                     |
| Anno | Superbike           | Supersport             | Supersport 300         | Classe 125              | Moto3                         |
| ---- | ------------------- | ---------------------- | ---------------------- | ----------------------- | ----------------------------- |
| 1991 | Fred Merkel - Honda |                        |                        |                         |                               |
| 1998 |                     |                        |                        | Manuel Poggiali - Honda |                               |
| 2017 |                     |                        | Luca Bernardi - Yamaha |                         |                               |
| 2020 |                     | Luca Bernardi - Yamaha |                        |                         |                               |
| 2023 |                     |                        |                        |                         | Vicente Pérez - 2WheelsPoliTo |
| 2024 |                     |                        |                        |                         | Marcos Ruda - 2WheelsPoliTo   |

## Trofeo Nazionale Sidecar
Oltre alle classi dedicate alle moto sciolte, la FMI istituì nel 1947 il Trofeo Nazionale Sidecar. Dalla seconda metà degli anni cinquanta i sidecar subirono un calo d'interesse da parte del pubblico, cosa che portò il campionato a non essere disputato dal 1956 al 1966, nel 1968 e dal 1970 al 1972. Nel 1979 il Trofeo Nazionale venne innalzato al rango di Campionato Italiano, mantenendo la denominazione sino al 1993 (con l'eccezione della stagione 1988).
Nel 1994 l'organizzazione del campionato passò dalla FMI all'associazione di categoria dei sidecaristi, la quale manterrà la gestione del Trofeo Italia Sidecar fino al 2005, per poi cederla di nuovo alla Federazione.

### Albo d'oro
| Anno    | Pilota                 | Passeggero                                      | Telaio-Motore        |
| ------- | ---------------------- | ----------------------------------------------- | -------------------- |
| 1947    | Fausto Toni            | Alfredo Spini                                   | Gilera               |
| 1948    | Ercole Frigerio        | Angelo Erba                                     | Gilera               |
| 1949    | Ercole Frigerio        | Lorenzo Dobelli                                 | Gilera               |
| 1950    | Ercole Frigerio        | Ezio Ricotti                                    | Gilera               |
| 1951    | Albino Milani          | Giuseppe Pizzocri                               | Gilera               |
| 1952    | Ernesto Merlo          | Domenico Magri                                  | Gilera               |
| 1953    | Luigi Marcelli         | Spartaco Ricci                                  | Gilera/Norton        |
| 1954    | Ernesto Merlo          | Domenico Magri                                  | Gilera               |
| 1955    | Alfonso Sammarchi      | V. Mussa                                        | Norton               |
| 1956-66 | Trofeo non disputato   | Trofeo non disputato                            | Trofeo non disputato |
| 1967    | Giuseppe Dal Toè       | Paolo Garofani                                  | BMW                  |
| 1968    | Trofeo non disputato   | Trofeo non disputato                            | Trofeo non disputato |
| 1969    | Giuseppe Dal Toè       | Luigi Modesti                                   | BMW                  |
| 1970-72 | Trofeo non disputato   | Trofeo non disputato                            | Trofeo non disputato |
| 1973    | Roberto Ollearo        | Remo Rocchi                                     | Suzuki               |
| 1974    | Roberto Ollearo        | Remo Rocchi                                     | Suzuki               |
| 1975    | Roberto Pedrini        | Pier Alessandro Mignani                         | Ducati               |
| 1976    | Amedeo Zini            | Andrea Fornaro                                  | König                |
| 1977    | Titolo non assegnato   | Titolo non assegnato                            | Titolo non assegnato |
| 1978    | Amedeo Zini            | Andrea Fornaro                                  | König                |
| 1979    | Roberto Pedrini        | Pier Alessandro Mignani                         | Yamaha               |
| 1980    | Amedeo Zini            | Andrea Fornaro                                  | König Motorenbau     |
| 1981    | Giorgio Erba           | Walter Zanazzi                                  | Yamaha               |
| 1982    | Giorgio Erba           | Guido Sala                                      | Yamaha               |
| 1983    | Amedeo Zini            | Carlo Sonaglia                                  | LCR-Yamaha           |
| 1984    | Franco Donati          | Maurizio Morbidelli                             | LCR-Yamaha           |
| 1985    | Franco Donati          | Guido Sala                                      | LCR-Yamaha           |
| 1986    | Franco Donati          | Guido Sala                                      | Donaska-Yamaha       |
| 1987    | Gianpaolo Arlati       | Vinicio Montanelli                              | LCR-Krauser          |
| 1988    | Gianpaolo Arlati       | Vinicio Montanelli                              | LCR-Krauser          |
| 1989    | Gianpaolo Arlati       | Vinicio Montanelli                              | LCR-Krauser          |
| 1990    | Gianpaolo Arlati       | Vinicio Montanelli                              | LCR-Krauser          |
| 1991    | Gianpaolo Arlati       | Vinicio Montanelli                              | LCR-Krauser          |
| 1992    | Walter Galbiati        | Marco Sacchi                                    | LCR-Suzuki           |
| 1993    | Walter Galbiati        | Marco Sacchi                                    | LCR-Suzuki           |
| 1994    | Walter Galbiati        | Guido Sala                                      | LCR-Suzuki           |
| 1995    | Walter Lazzarini       | Gianluigi Tonelli                               | Seymaz-Kawasaki      |
| 1996    | Walter Galbiati        | Guido Sala                                      | LCR-Suzuki           |
| 1997    | Walter Galbiati        | Guido Sala                                      | LCR-Suzuki           |
| 1998    | Walter Lazzarini       | Fernanda Caloni / Matteo Foltmann / Nadia Rossi | LWR-Suzuki           |
| 1999    | Alessandro Bricchi     | Fernanda Caloni                                 | Suzuki               |
| 2000    | Walter Galbiati        | Guido Sala                                      | LCR-Suzuki           |
| 2001    | Walter Galbiati        | Guido Sala                                      | LCR-Suzuki           |
| 2002    | Walter Galbiati        | Guido Sala                                      | LCR-Suzuki           |
| 2003    | Gianbattista Lazzarini | Gianluigi Tonelli                               | LWR-Suzuki           |
| 2004    | Walter Galbiati        | Nadia Rossi                                     | LCR-Suzuki           |
| 2005    | Trofeo non disputato   | Trofeo non disputato                            | Trofeo non disputato |
| 2006    | Rocco Ozimo            | Massimo Zanarini                                | LCR-Suzuki           |
| 2007    | Walter Galbiati        | Nadia Rossi                                     | LCR-Suzuki           |
| 2008    | Rocco Ozimo            | Massimo Zanarini                                | LCR-Suzuki           |
| 2009    | Rocco Ozimo            | Massimo Zanarini                                | LCR-Suzuki           |
| 2010    | Rocco Ozimo            | Massimo Zanarini                                | LCR-Suzuki           |